# Ritrecine

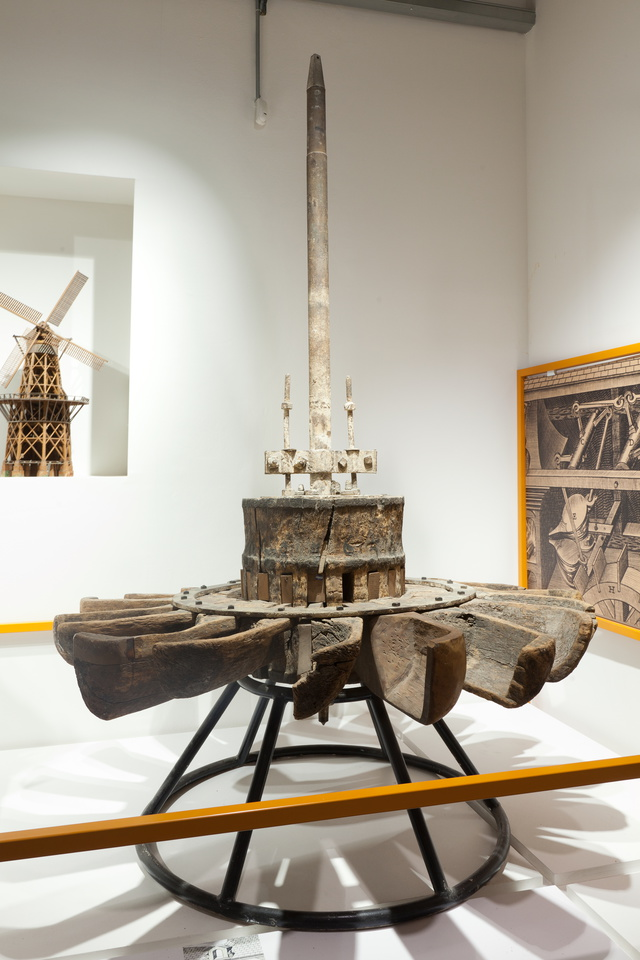
Ritrecine conservato presso il Museo della Scienza e della tecnica di Milano

Il ritrecine è una ruota idraulica a asse verticale. Si tratta di un dispositivo usato nei secoli passati per trasformare l'energia potenziale o cinetica di piccoli corsi d'acqua (naturali o artificiali) in energia meccanica, in forma di moto rotatorio. L'acqua giungeva da corsi d'acqua naturale o da canali derivati.  
La ruota presenta un robusto mozzo centrale in legno, sul quale sono incastrate diverse pale lignee a cucchiaio (di solito scavate nel legno di quercia), tenute fisse da zeppe, sempre di legno, e da una cerchiatura metallica mediana dove, dette pale, sono inchiodate. Al centro della struttura, passante nel mozzo e perpendicolare alle pale, c'è l'asse di rotazione della ruota: un albero verticale ligneo, e in qualche caso metallico.

## Utilizzazione
Il termine è specificatamente toscano, ma tale struttura era utilizzata nella maggior parte dei mulini idraulici per la macinazione di cereali in tutta Italia, soprattutto in quella centrale, meridionale e insulare, con corsi d'acqua di scarsa pendenza o poca portata. 

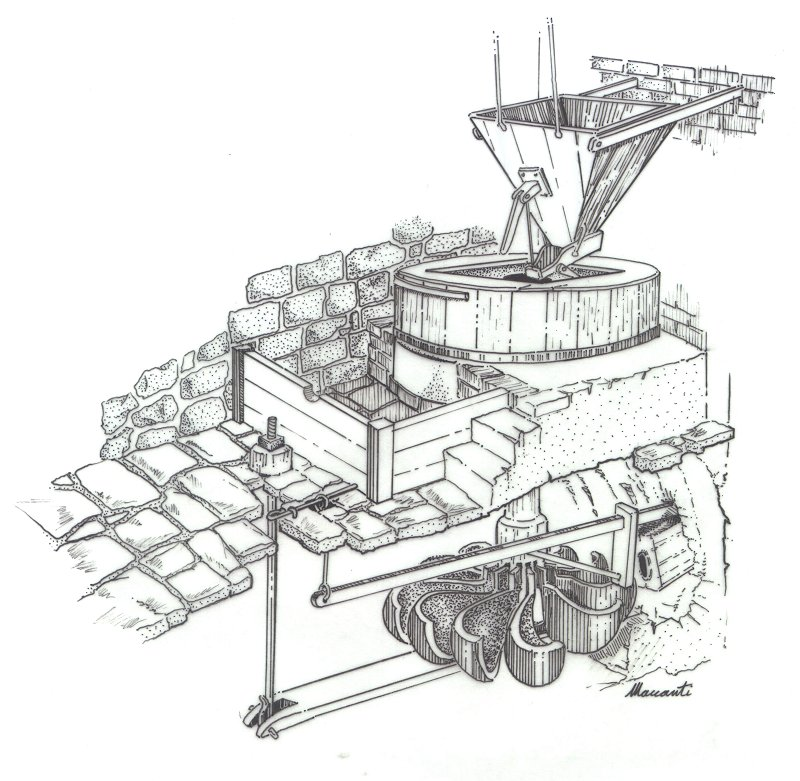
tramoggia sopra la macina e sottostante il ritrecine

Il vantaggio rispetto alle ruote ad asse orizzontale era che l'energia cinetica del moto rotatorio era direttamente disponibile sull'asse di rotazione, senza ulteriori ingranaggi. Il ritrecine era posto in un locale seminterrato, posto sotto quello della macina, detto carcerario in alcuni ambiti geografici. 
Spesso dal torrente principale veniva creato un canale di derivazione (detto "roggia" o "gora")  e spesso l'acqua veniva veniva raccolta in una sorta di vasca di accumulo detta bottaccio o "margone". In ambito siciliano vi era un'ulteriore struttura orizzontale  in muratura detta "saia" che aumentava il salto dell'acqua.
La regolazione della potenza si otteneva variando la portata mediante portelli (saracinesche) poste nel canale a monte della ruota.
Risulta sia stato utilizzato anche per impianti di metallurgia, per esempio sulla montagna pistoiese.
Di origine altomedioevale, tale tipo d'impianto è rimasto in attività in una vasta area geografica fino all'introduzione dell'energia elettrica.